# Isturgia roraria
Isturgia roraria là một loài bướm đêm trong họ Geometridae.